# Iwanowka (Kaliningrad, Prawdinsk)
Iwanowka (russisch Ивановка, deutsch Nendrinn, 1938–1945 Altlugau, litauisch Nendrynas) ist ein sehr kleiner Ort in der russischen Oblast Kaliningrad (Gebiet Königsberg (Preußen)). Er liegt im Nordosten des Rajon Prawdinsk (Kreis Friedland (Ostpr.)) und gehört zur Mosyrskoje selskoje posselenije (Landgemeinde Mosyr (Klein Gnie)).

## Geographie
Iwanowka liegt westlich der Ilme (russisch: Borodinka) und 26 Kilometer südwestlich der ehemaligen Kreisstadt Tschernjachowsk (Insterburg) und ist über den Abzweig Tschaikowskoje (Lugowen, 1938–1945 Großlugau) an einer Nebenstraße, die Sadowoje (Szallgirren/Schallgirren, 1938–1945 Kreuzhausen) an der russischen Fernstraße A 197 (ehemalige deutsche Reichsstraße 139) mit Perewalowo (Muldszen/Muldschen, 1938–1945 Mulden) an der Fernstraße R 508 verbindet, auf einem Landweg Richtung Sewerny (Mulk) zu erreichen.
Bis 2001 war Frunsenskoje (Bokellen) die nächste Bahnstation an der Bahnstrecke Toruń–Tschernjachowsk (Thorn–Insterburg), deren Abschnitt im russischen Staatsgebiet nicht mehr in Betrieb ist.

## Geschichte
Das frühere Nendrinn war ehedem ein Vorwerk und dann auch ein Ortsteil in der Gemeinde Lugowen (1938–1945 Großlugau, seit 1950: Tschaikowskoje) und mit dieser in ihrer Geschichte aufs Engste verbunden: zugehörig zum Amtsbezirk Lugowen und zum Landkreis Insterburg im Regierungsbezirk Gumbinnen in der preußischen Provinz Ostpreußen. Am 3. Juni 1938 wurde Nendrinn – mit amtlicher Bestätigung vom 16. Juli 1938 – in „Altlugau“ umbenannt.
Im Jahr 1945 kam der Ort wie das ganze nördliches Ostpreußen zur Sowjetunion und erhielt 1950 als Nendrinen den neuen Namen „Iwanowka“. Der Ort gehörte zum Dorfsowjet Mosyr, bis 1962 innerhalb des Rajons Schelesnodoroschny, dann im Rajon Prawdinsk. Seit 2008/09 gehört er zur Mosyrskoje selskoje posselenije (Landgemeinde Mosyr).

## Kirche
Die zahlenmäßig kleine Zahl der Einwohner Nendrinns bzw. Altlugaus gehörte vor 1945 ausnahmslos zur evangelischen Kirche und war in das Kirchspiel Jodlauken (1938–1945 Schwalbental, seit 1947: Wolodarowka) eingepfarrt. Es lag im Kirchenkreis Insterburg (russisch: Tschernjachowsk) innerhalb der Kirchenprovinz Ostpreußen der Kirche der Altpreußischen Union. Letzter deutscher Geistlicher war Pfarrer Theodor Eicke.
Heute liegt Iwanowka in der Kirchenregion Tschernjachowsk (Insterburg) der Evangelisch-Lutherischen Kirche Europäisches Russland (ELKER) und ist deren Propstei Kaliningrad zugeordnet.